# NGC 798
NGC 798 est une galaxie elliptique (ou lenticulaire ?) située dans la constellation du Triangle. NGC 798 a été découverte par l'astronome français Édouard Stephan en 1871.

## Caractéristiques
Sa vitesse par rapport au fond diffus cosmologique est de 4 836 ± 36 km/s, ce qui correspond à une distance de Hubble de 71,3 ± 5,0 Mpc (∼233 millions d'al).